# Icelinus borealis
Icelinus borealis és una espècie de peix pertanyent a la família dels còtids.

## Descripció
- Fa 10,2 cm de llargària màxima.
- Aleta caudal ben arrodonida.
- Aletes pèlviques petites i, sovint, corbades.[5][6][7]

## Alimentació
Menja gambes.

## Depredadors
A Alaska és depredat per Gadus macrocephalus, l'halibut del Pacífic (Hippoglossus stenolepis) i Sebastolobus alascanus.

## Hàbitat
És un peix marí, demersal i de clima temperat que viu entre 9 i 310 m de fondària.

## Distribució geogràfica
Es troba al Pacífic oriental: des de les costes d'Alaska del mar de Bering fins a Puget Sound (Washington, els Estats Units).

## Observacions
És inofensiu per als humans.